# The Children
The Children er en britisk film fra 1990 af Tony Palmer.

## Medvirkende
- Ben Kingsley som Martin Boyne
- Kim Novak som Rose Sellars
- Britt Ekland som Lady Zinnia Wrench
- Donald Sinden som Lord Wrench
- Geraldine Chaplin som Joyce Wheater
- Joe Don Baker som Cliffe Wheater
- Siri Neal som Judith